# حشره‌خوار کوهستانی شرق آفریقا
 حشره‌خوار کوهستانی شرق آفریقا (نام علمی: Crocidura allex) نام یک گونه از سرده حشره‌خوارهای دندان‌سفید است.